# ماريون غيلكرست (طبيبة)
الطبيبة ماريون غيلكريست (5 فبراير 1864 – 7 سبتمبر 1952) هي أول طالبة متخرجة من جامعة غلاسكو، وأول امرأة مؤهلة لممارسة الطب من جامعة إسكتلندية، وناشطة بارزة في حركة حق النساء بالتصويت في اسكتلندا. وتخليدًا لإنجازاتها، فهناك موقف عام وموقف سيارات باسمها تكريمًا لها في بوثويل مسقط رأسها.

## نشأتها وتعليمها
ولدت غيلكرست في 5 فبراير 1864 في مزرعة بوثويل بارك، لوالديها مارغريت وويليام غيلكرست، وهو مزارع ناجح. وهي الأخت الصغرى للزراعي الإسكتلندي، دوغلاس ألستون غيلكرست. التحقت بمدرسة بوثويل الإعدادية، ومن ثم أكاديمية هاملتون، وهي مدرسة مرموقة غير مجانية تقع في هاملتون جنوب لاناركشاير. في عام 1887، قُبلت غيلكرست في كلية الملكة مارغريت، جامعة غلاسكو، كطالبة في كلية الفنون وبعد أن بدأت الاختبارات في كلية الملكة مارغريت، حصلت على مؤهل السيدة المُلمَّة بالفنون، التي منحتها جامعة سانت أندروز في عام 1890. في نفس العام، التحقت بمدرسة الملكة مارغريت الطبية الجديدة. في يوليو 1894، أصبحت غيلكرست أول امرأة تتخرج من جامعة غلاسكو، وأول امرأة مؤهلة لممارسة الطب في جامعة إسكتلندية تتخرج بدرجة بكالوريوس الطب والجراحة وماجستير الجراحة. في الجامعة، كانت غيلكرست نائب رئيس اتحاد طلبة كلية الملكة مارغريت، ونائب رئيس رابطة الأدب والمناظرة، ومنظم اجتماعات لجنة كلية الملكة مارغريت بنادي جامعة غلاسكو الليبرالي، وفي 22 يناير 1894، انتُخبت رئيسًا للمجلس التمثيلي للطالبات في أول اجتماع له، في كلية الملكة مارغريت.

## مسيرتها المهنية

### المهنة الطبية
بعد التخرج، انخرطت غيلكرست بممارسة الطب العام، وعقب وفاة والدها في عام 1903، أنشأت عيادتها الخاصة في 5 تيراس باكنغهام، غلاسكو، واستقرت في ذلك العنوان لبقية حياتها.
تخصصت غيلكرست في طب العيون، وعُينت جراح مساعد لأمراض العيون في مشفى غلاسكو فيكتوريا، وهو منصب شغلته من 1914 إلى 1930، وفي عام 1927، عُينت أيضًا جراح عيون في مستشفى ريدلاندز للنساء في غلاسكو. كرست غيلكرست جزءًا من وقتها للعمل التطوعي كطبيب في مدرسة الأطفال المعوقين التابعة لكلية الملكة مارغريت (1903 - 1911).

### حركة حق المرأة بالاقتراع
كانت غيلكرست أحد الأعضاء المؤسسين لرابطة غلاسكو وغرب إسكتلندا لحق المرأة في الاقتراع (1902)، والتي غادرتها في عام 1907 للانضمام إلى الاتحاد الاجتماعي والسياسي للمرأة ورابطة حرية المرأة. فحصت غيلكرست كونستانس ليتون قبل احتجاجها بهدف إلقاء القبض عليها متنكرة كامرأة عاملة. في عام 1922، انتُخبت رئيسًا لجمعية غلاسكو وغرب إسكتلندا التابعة للاتحاد الطبي للمرأة. أصبحت أيضًا عضوًا قياديًا في الرابطة الطبية البريطانية (وأول امرأة تتولى منصب رئيس شعبتها في غلاسكو)، وعضو مجلس أمناء صندوق موريهيد.

## وفاتها وإرثها
لم تتزوج غيلكرست مطلقًا. وتوفيت في منزلها في 7 سبتمبر 1952.
في عام 1932، استُخدمت هدية قدرها 1500 جنيه إسترليني لوهب منامة في مستشفى ريدلاندز للنساء لعلاج أمراض العين، وسُميت تيمنًا بها.
أنشأ دوغلاس ستراتشان نافذة غيلكرست (1936) في الجناح الشمالي من الكنيسة الرعوية الكائنة في مسقط رأسها في بوثويل من الأموال التي وهبتها غيلكرست. يقول نص النقوش الموجودة أسفل النافذة: «إلى مجد الله. نصبتها ماريون غيلكرست في ذكرى والدها ويليام غيلكرست ووالدتها مارغريت ويليامسون، وأشقائها، جون وويليام ودوغلاس، وشقيقتها آغنيس.»
استُحدثت جائزة ماريون غيلكرست في عام 1952 من ميراث ماريون غيلكرست، وتمنحها جامعة غلاسكو سنويًا لـِ «أكثر المتخرجات تميزًا في الطب في العام».
في عام 2012، وفي الذكرى الستين لوفاتها، أقامت مكتبة بوثويل معرضًا لتكريم إنجازاتها.